# Jorge O'Ryan
Jorge Eduardo O'Ryan Schütz (Puerto Montt, Región de Los Lagos, es un abogado, empresario, diplomático, embajador y exbaloncestista chileno, expresidente del Club Deportivo Universidad Católica. Su actividad en el baloncesto se desarrolló en los años 1980, cuando fue miembro del club que posteriormente dirigiría.

## Biografía

### Jugador de baloncesto
A los 15 años debutó con el equipo de Puerto Montt. Posteriormente vistió la camiseta de la Universidad de Concepción, Petrox y Universidad Católica, donde ganó un tetracampeonato destacando junto a Paul Gartland. Con Chile consiguió un tercer lugar en el Campeonato Sudamericano de Baloncesto.

## Palmarés

### Campeonatos nacionales
| Título  | Club                 | País  | Año  |
| ------- | -------------------- | ----- | ---- |
| DIMAYOR | Universidad Católica | Chile | 1983 |
| DIMAYOR | Universidad Católica | Chile | 1984 |
| DIMAYOR | Universidad Católica | Chile | 1985 |
| DIMAYOR | Universidad Católica | Chile | 1986 |

### Presidente de la Universidad Católica
Presidente del Club Deportivo Universidad Católica desde 1999, fue reelecto a fines del año 2005 por un nuevo periodo de dos años. Durante 2002 se presentó a elecciones para dirigir la Asociación Nacional de Fútbol Profesional de Chile, siendo derrotado por Reinaldo Sánchez. Se ha mantenido al mando de su club durante casi una década.
Mientras ha dirigido la institución, desde fines de 1999, la rama de fútbol ha obtenido el Torneo Apertura 2002, el Torneo Clausura 2005 de la Primera división. En el ámbito internacional destaca el paso a semifinales durante la Copa Sudamericana 2005. En baloncesto, se obtuvo el título en el campeonato nacional del año 2005, el que no se obtenía desde el tetracampeonato de 1986, en el cual intervino como jugador.
Durante su presidencia, el Club Deportivo Universidad Católica ha conseguido dos títulos de fútbol y cinco de rugby, así como otros cinco de voleibol, entre los equipos masculino y femenino, y uno en baloncesto. Bajo su mandato también se llevó a cabo la venta de Santa Rosa de Las Condes.
El 29 de septiembre de 2009 anunció la creación de Cruzados SADP y a los pocos días fue elegido presidente de la concesionaria.

### Sector público
Entre 2010 y 2014 fue embajador de Chile en la República Federal de Alemania, cargo desde el cual lideró, entre otras actividades, las de promoción realizadas por ProChile en esa economía. Como resultado de su gestión fue condecorado con la Gran Cruz al Mérito de la República Federal de Alemania por el presidente federal Joachim Gauck (2014).
A partir del año 2018, asume como director general de ProChile.